# 于希明
于希明（1927年—），男，奉天蓋平县（今辽宁盖州市）人，中国飞机设计师，曾任贵州011基地科技委副主任、研究员级高级工程师，第七届全国人大代表。